# Peninsula Alaska
Pentru alte utilizări ale termenului Alaska, vezi pagina de dezambiguizare Alaska (dezambiguizare). 

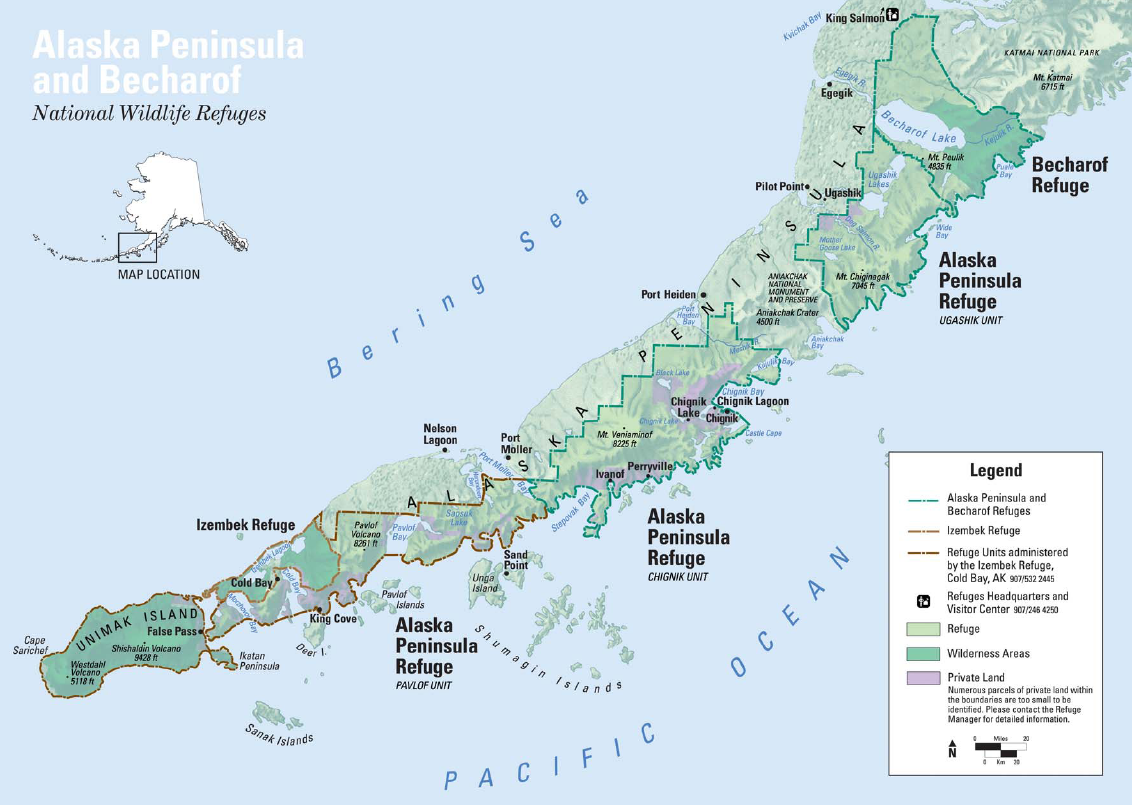
Harta Peninsulei Alaska

Peninsula Alaska este o peninsulă îngustă situată în nord-vestul Americii de Nord, între golful Bristol al Mării Bering și Oceanul Pacific. De-a lungul peninsulei se întind Munții Aleutini, cu altitudinea de până la 2507 m, de asemenea tundre montane și ghețari nu prea mari.